# Chenu (Sarthe)
Chenu település Franciaországban, Sarthe megyében. Lakosainak száma 436 fő (2022. január 1.). Chenu La Bruère-sur-Loir, Brèches, Couesmes, Saint-Aubin-le-Dépeint, Saint-Paterne-Racan, Villiers-au-Bouin, Nogent-sur-Loir és Saint-Germain-d’Arcé községekkel határos.

## Népesség
A település népességének változása:
| Lakosok száma | 422  | 428  | 451  | 429  | 428  | 426  | 426  | 423  | 436  |
|               | 2013 | 2015 | 2016 | 2017 | 2018 | 2019 | 2020 | 2021 | 2022 |